# Kehlet (virksomhed)
Christian F. Kehlet A/S var en dansk chokolade- og konfekturefabrik i København, grundlagt 1825.
Oprindelsen til Kehlet var det konditori med café, som den driftige konditor R.T. Kehlet oprettede på hjørnet af Gothersgade og Store Grønnegade som konkurrent til de dyre schweiziske forretninger. I hans konditori kunne man få servert en kop chokolade for 6-8 skilling, hvor samme drik hos konkurrenterne ville koste 16-20 skilling. Hans café var derudover udstyret med mange inden- og udenlandske blade og tidsskrifter og med konfekture til en billig penge. Senere etablerede han Rosenlund på Værnedamsvej med luftballoner, fyrværkeri og koncerter. 
Hans bror Christian Kehlet (1785-1846) fulgte efter og overgik ham endog i Erichsens Palæ på Kongens Nytorv, hvor han etablerede en café med koncerter af et stort orkester fire aftener om ugen. Siden overtog han Alleenberg på hjørnet af Frederiksberg Allé og Allégade, bygget i slutningen af 1790'erne. Før Kehlets tid var stedet indtil 1840 kendt som et billard- og traktørsted med et godt ry for madam Juliane Lynges kokkerier. Efter Frederik 6.s død i 1839 kom der mere afslappede forhold i forlystelseslivet og Christian byggede her en stor forlystelsespark med gynger, karuseller og Alléenberg Varieté. Etablissementet lukkede først 1923 og blev omdannet til det kendte værtshus.
Selve chokoladefabrikken var grundlagt i 1825 af samme Christian Kehlet og lå i tidsrummet 1887-1930 på Jagtvej 85 på Nørrebro. Helt fra begyndelsen af samarbejdede Kehlet med Brødrene Cloëtta A/S og siden delte de både direktør og adresse i Hørsholmgade 20. Direktør Max Hey, der 1929 blev direktør for Cloëtta, havde således siden 1918 været leder af A/S Christian F. Kehlet. Senere blev det helt opslugt af Cloëtta og gik med sidstnævnte over i Fazer-koncernen.